# Paradentalium hexagonum
Paradentalium hexagonum är en blötdjursart som först beskrevs av Gould 1859.  Paradentalium hexagonum ingår i släktet Paradentalium och familjen Dentaliidae. Inga underarter finns listade i Catalogue of Life.